# Placentonema gigantissimum
Placentonema gigantissimum is een rondwormensoort uit de familie van de Tetrameridae. De wetenschappelijke naam van de soort werd voor het eerst geldig gepubliceerd in 1951 door Evhen Pavlovich Gubanov.